# Szászveresmarti erődtemplom
A szászveresmarti erődtemplom műemlékké nyilvánított épület Romániában, Brassó megyében. A romániai műemlékek jegyzékében a BV-II-a-A-11768 sorszámon szerepel.

## Története
Az eredeti templom a 13. század második felében épült; ebből azonban csak a szentély apszisa, a félköríves román stílusú diadalív maradt meg. A 15. században új templomot építettek a régi helyén. A harangtorony és a templomot körbevevő várfal szintén 15. századi. A kaputorony a Basta-féle harcok során pusztult el, a déli tornyot és a várfal keleti részét 1898-ban bontották le.
Az erődtemplom tornya 2016. február 19-én, helyi idő szerint este 9-kor leomlott.